# Мовсесян, Георгий Викторович
Гео́ргий Ви́кторович Мовсеся́н (2 августа 1945, Харьков — 7 ноября 2011, Москва) — советский и российский композитор и певец армянского происхождения. Заслуженный деятель искусств Российской Федерации (1995). Народный артист России (2001).

## Биография

Могила Мовсесяна на Троекуровском кладбище Москвы

Георгий Мовсесян родился 2 августа 1945 года в Харькове в актёрской семье. Его отец был актёром Харьковского театра драмы.
Рано начал играть на аккордеоне, занимался в кружке Харьковского Дома учителя.
В 1964 году окончил училище имени Гнесиных по классу аккордеона.
Службу в армии проходил в ансамбле вместе с Д. Тухмановым и В. Винокуром.
Во время службы в Советской армии играл на аккордеоне в армейском ансамбле. В этот период совместно с Давидом Тухмановым, тоже служившим в ансамбле, начал писать оркестровки.
В 1960-е годы Мовсесян начал сотрудничать с радиостанцией «Юность»: делал оркестровки пьес для эстрадно-симфонического оркестра, бардовских мелодий. Некоторое время также работал аккордеонистом в Государственном симфоническом оркестре кинематографии.
Свою первую песню на стихи Б. Вахнюка и А. Землянского «Дороги» написал в 1965 году.
С 1969 года был артистом Москонцерта, солистом и концертмейстером инструментальной мастерской.
Известность Георгию Мовсесяну принесли песни «Береза» на стихи Петруся Бровки, которую спела Анна Герман, и «Мне доверена песня» на стихи Льва Ошанина, впервые прозвучавшая на ТВ-конкурсе «Песня-77».
В 1970-е годы композитор работал в жанре комсомольско-молодёжных, публицистических, гражданственных песен («Это говорим мы», стихи Льва Ошанина, 1978; «Добро пожаловать в Москву, Олимпиада», стихи Роберта Рождественского, 1979), писал солдатские песни, песни о моряках, рыбаках, шоферах, геологах.
В 1980-е годы зазвучали лирические песни Мовсесяна. Первой из этой серии «сентиментальных новелл» стала песня «Проводы любви» (стихи Михаила Танича, 1980), исполненная Вахтангом Кикабидзе. Затем появилась баллада «Мои года» (стихи Роберта Рождественского, 1980), исполнителем которой также стал Кикабидзе.
Затем последовал ряд лирических песен, лучшие из них — «Поговорим» и «Вы мне нравитесь» (обе на стихи Игоря Шаферана, 1982).
Композитор экспериментировал с синтезатором, электрогитарами — песни для ВИА «Пламя» «За поворотом» (стихи Анатолия Поперечного, 1980), "И зовет нас в дорогу «Спутник» (стихи Игоря Шаферана, 1982).
Георгий Мовсесян пробовал силы и как исполнитель собственных песен (песенный цикл на стихи Рождественского «Поговорим», 1984).
Песни Мовсесяна исполняли знаменитые певцы: Иосиф Кобзон, Майя Кристалинская, Эдуард Хиль, Лев Лещенко, Муслим Магомаев, Анне Вески и др.
Композитор создал пять песен к пяти новеллам кинофильма «Мужчины и все остальные» (1986), где режиссёром и исполнителем главной роли певца-комментатора событий стал Вахтанг Кикабидзе.
Георгий Мовсесян продолжал плодотворно трудиться и в 1990-е годы. В это время он пишет музыку к нескольким фильмам, проводит встречи со зрителями, на которых исполняет как старые известные песни, так и новые.
Георгий Мовсесян также был автором музыки и песен теле- и кинофильмов. В 1994 году Г. В. Мовсесян был автором песен к фильму С. Никоненко «Не хочу жениться», также Г. В. Мовсесян снялся в эпизоде этого фильма (роль исполнителя песен на сцене).
«Останься, молодость!» — песня стала любимой слушателями, буквально, с первого же показа на концерте. Исполняли ее различные артисты, в том числе и сам композитор.
В 2001 году композитору было присвоено звание Народного артиста РФ.
Был женат на Марии Михайловне Мовсесовой. У композитора остались дочь и внук.
Скончался на 67-м году жизни 7 ноября 2011 года в Москве, в результате инфаркта. Похоронен на Троекуровском кладбище.

## Песни
- «Берёза», на слова П. Бровки, исп. Анна Герман
- «Байкальская баллада»
- «Бессонница», на слова Р. И. Рождественского
- «Бьётся сердце» (Радмила Караклаич; текст — Александр Ковалёв)
- «Бьётся сердце» (Иосиф Кобзон; текст — Александр Ковалёв)
- «Гастрольное танго»
- «Гимн налоговой полиции», на слова Феликса Лаубе[7]
- «Давай поговорим» (Лев Лещенко; текст — Игорь Шаферан)
- «Днепропетровск – мой дом родной», на слова Р. И. Рождественского[8]
- «Добро пожаловать в Москву, Олимпиада!», на слова Р. И. Рождественского
- «Дороги» на слова Б. Вахнюка и А. Землянского
- «Ещё спою я много песен» (Иосиф Кобзон; текст — Феликс Лаубе)
- «За поворотом» (Ара Бабаджанян; текст — Анатолий Поперечный)
- «За поворотом» (Галина Улётова; текст — Анатолий Поперечный)
- «Как любимую сделать счастливой» (Иосиф Кобзон; текст — Евгений Евтушенко)
- «Куба далека — Куба рядом» (ВИА «Пламя»; текст — Лев Ошанин)
- «Канадец» (Вахтанг Кикабидзе; текст — Лев Ошанин)
- «Крым и Россия», на слова Петра Синявского
- «Легенды расскажут» на слова Виктора Гина
- «Марш Боевого Братства», на слова Петра Синявского, исп. Лев Лещенко
- «Мои года — моё богатство», на слова Р. И. Рождественского, исп. Вахтанг Кикабидзе
- «Мне доверена песня»
- «Монолог шофёра», на слова Р. И. Рождественского
- «Месяц денежкой блеснёт», на слова Р. И. Рождественского (из кинофильма «По данным уголовного розыска», исполняет А. Хочинский)
- «Мы — армия народа»
- «Наши дети», из телефильма «Мужчины и все остальные»
- «Начало», Роберт Рождественский слова, исп. Лев Лещенко
- «Не хочу жениться»
- «Останься, молодость», на слова Ф. Лаубе, исполняют Вахтанг Кикабидзе, Урмас Отт
- «Отцовская песня», на слова И. Д. Шаферана
- «Поговорим» (Майя Кристалинская; текст — Игорь Шаферан)
- «Память, память» (из кинофильма «По данным уголовного розыска», исполняет И. Кобзон)
- «Проводы любви», на слова М. И. Танича, исп. Вахтанг Кикабидзе
- «Ретро», исполняет Иосиф Кобзон
- «Родимая земля»
- «Родная страна», на слова Виктора Гина (из кинофильма «Возрождение»)
- «Серенада»
- «Стакан воды»
- «Старый адрес», на слова Ф. Лаубе
- «Свет вечного огня» (Эдуард Хиль; текст — Роберт Рождественский)
- «Телефонный разговор» (исполнение актрисы Нины Масловой)
- «Твоя свадьба»
- «Это говорим мы», на слова Л. Ошанина
- «Это море»
- «Я сам по себе» (Любовь Успенская; текст — Игорь Шаферан)
- «Я считаю, мне везёт» (Вахтанг Кикабидзе; текст — Роберт Рождественский)

## Фильмография
- 1976 — «Мастер»
- 1979 — «По данным уголовного розыска»
- 1985 — «Мужчины и все остальные» (киноальманах)
- 1990 — «Аферисты»
- 1991 — «Линия смерти»
- 1992 — «А спать с чужой женой хорошо?!»
- 1992 — «Менялы»
- 1993 — «Падение»
- 1993 — «Хочу в Америку»
- 1993 — «Не хочу жениться!»
- 1993 — «Русский бизнес»
- 1994 — «Русское чудо» (впоследствии музыка использована в сюжете "Ералаша" "Букет")
- 1994 — «Русский счёт» (впоследствии музыка использована в сюжетах «Ералаша»: «Врача вызывали?», «Мой ласковый и нежный зверь», "Вовка-дурак" и "Царевна-лягушка")
- 1999 — «Поклонник»

## Награды и премии
- Народный артист Российской Федерации (2001);
- Заслуженный деятель искусств Российской Федерации (27 января 1995) — за заслуги в области искусства
- Орден Почёта (13 февраля 2006)[9];
- Премия Ленинского комсомола (1983) — за песни о комсомоле и молодёжи.